# Sir-James-Mitchell-Nationalpark
Der 2,47 km² große Sir-James-Mitchell-Nationalpark (englisch: Sir James Mitchell National Park) wurde bereits 1924 unter nationalen Schutz gestellt. Er liegt etwa 280 Kilometer südlich von Perth im Südwesten des australischen Bundesstaats Western Australia. Der Nationalpark liegt etwa 14 Kilometer südlich von Manjimup und 15 Kilometer nordöstlich vom Pemberton. Erreicht werden kann er über den National Highway 1. In dem Park befinden sich zahlreiche hochgewachsene Karribäume.
Unweit südlich des Nationalparks befindet sich der sogenannte Diamantbaum, ein 52 Meter hoher Karribaum, der als Feuerwachturm genutzt wurde. Die auf dieser Höhe befindliche hölzerne Plattform kann heute noch bestiegen werden.
Der Name des Nationalparks geht auf den Premierminister James Mitchell (1866–1951) von Western Australia zurück.